# Yummy (Gwen Stefani)
Yummy è una canzone di Gwen Stefani featuring Pharrell. Doveva essere il secondo singolo estratto dal secondo album The Sweet Escape ma tuttora è considerato un singolo promozionale ed è stato venduto nel formato vinile in edizione limitata. Successivamente è stato creato un Remix per le discoteche.

## Tracce
12" Vinyl single:
Lato A
1. Yummy (Album Version) -4:57

Lato B
1. Yummy (Instrumental) -4:55
2. Yummy (A Cappella) -4:16

Digital download:
1. Yummy (Single Version) -3:39
2. Yummy (Nick's Cherry Fix Fix mix) -4:05

## Classifiche
| Classifica (2008) | Posizione più alta |
| ----------------- | ------------------ |
| Europa Hip Hop    | 14                 |